# Owhango
Owhango ist ein kleines Dorf im Ruapehu District der Region Manawatū-Whanganui auf der Nordinsel von Neuseeland.

## Geographie
Das Dorf befindet sich rund 17 km südöstlich von Taumarunui und rund 37 km westlich von Tūrangi im Tal des Whakapapa River, der östlich am Dorf vorbeifließt. Durch Owhango führt der New Zealand State Highway 4, der das Dorf mit Taumarunui im Nordwesten und dem Dorf National Park im Süden verbindet. Auch die Eisenbahnlinie des North Island Main Trunk Railway führt mitten durchs Dorf.
Der 39. Breitengrad liegt auf dem südlichen Teil des Dorfes.

## Bevölkerung
Zum Zensus des Jahres 2013 zählte das Dorf 177 Einwohner, 6,3 % weniger als zur Volkszählung im Jahr 2006.